# Segler-Verband Schleswig-Holstein
Der Segler-Verband Schleswig-Holstein e. V. (SVSH) ist die Vereinigung von ungefähr 220 Seglervereinen in Schleswig-Holstein. Der SVSH ist der Landesfachverband Segeln des Landessportverbandes Schleswig-Holstein und außerordentliches Mitglied des Deutschen Segler-Verbandes.

## Organisation und Tätigkeit
Der SVSH ist ein eingetragener Verein mit Sitz in Kiel. In den Mitgliedsvereinen im SVSH sind derzeit ungefähr 30.000 Mitglieder organisiert. Davon sind ca. 3.000 Jugendliche. Satzungsgemäß sind der Verbandstag (Mitgliederversammlung), der Vorstand, der Beirat und der Ehrenrat Organe des SVSH. Der Verbandstag wird einmal jährlich in Schleswig-Holstein ausgerichtet. Die Mitgliedsvereine haben auf diesem relativ zu ihrer Mitgliederzahl Stimmrechte.
Der Verband wurde am 22. März 1947 als Fachausschuss Segeln im Landessportverband Schleswig-Holstein (FAS/SH) gegründet mit der Zielsetzung der Förderung des Segelsports in Schleswig-Holstein im Allgemeinen und der Unterstützung der Jugendarbeit seiner Vereine im Besonderen. 1959 gab sich der Fachausschuss eine neue Satzung und einen neuen Namen. Er nannte sich nun Vereinigung Schleswig-Holsteiner Segelvereine (VSHSV).
Er ist Sprachrohr für die gemeinsamen Interessen seiner Mitglieder gegenüber Behörden und Verbänden. Er ist ausschließlich und unmittelbar gemeinwohlorientiert, er wird ehrenamtlich geführt und ist selbstlos tätig. Der SVSH erstreckt sich in seiner Interessenwahrnehmung sowohl auf den Wettkampf- und Breitensport als auch auf die Fahrten- und Regattasegler sowie auf die Wind- und Kitesurfer.

## Jugendarbeit
Die Jugendarbeit wird im Seglerverband Schleswig-Holstein durch den Landesjugendobmann geleitet, der Mitglied im Vorstand des Verbands ist. Er wird durch den Landesjugendseglerausschuss unterstützt, der aus bis zu sieben auf dem Landesjugendseglertreffen gewählten Personen besteht.
Die Seglerjugend Schleswig-Holstein im Segler-Verband Schleswig-Holstein fördert das Jugendsegeln in seinen Mitgliedsvereinen und richtet zudem auch eigene Trainingsmaßnahmen aus. Die alljährliche Landesjugendmeisterschaft wird seit einigen Jahren für zehn Bootsklassen zentral ausgeschrieben. Seit 2016 findet diese in Lübeck-Travemünde statt.

## Arten des Segelsports
Folgende Arten des Segelsports werden im SVSH vertreten:
Jollensegeln, Katamaransegeln, See- und Hochseesegeln, Segelsurfen, Eissegeln, Strandsegeln, Modellsegeln und Kitesurfen.

## Vorsitzende
Die Vorsitzenden des Segler-Verband Schleswig-Holstein sind oder waren:
| Zeitraum  | Name               | Verein | Bemerkungen                                                   | Bild |
| --------- | ------------------ | ------ | ------------------------------------------------------------- | ---- |
| 1947–1958 | Walter Ahrens      |        | Vorsitzender des Fachausschusses Segeln im Landessportverband |      |
| 1958–1972 | Walter Reibisch    |        |                                                               |      |
| 1972–1986 | Horst Schmidt      |        |                                                               |      |
| 1986–1998 | Heinz-Hermann Bald |        |                                                               |      |
| 1998–2006 | Wolfgang Greve     |        |                                                               |      |
| 2006–2018 | Jens Brendel       |        |                                                               |      |
| seit 2018 | Jan-Dirk Tenge     |        |                                                               |      |